# حشره‌خوار ریزجثه آلاسکایی
 حشره‌خوار ریزجثه آلاسکایی (نام علمی: Sorex yukonicus) نام یک گونه از سرده حشره‌خوارهای دم‌دراز است.